# Palazzo Rucellai
A Palazzo Rucellai a Via della Vigna Nuova 18. alatt található firenzei palota.

## Története
A palotát 1446 és 1451 között Bernardo Rossellino építette León Battista Alberti tervei alapján. A főhomlokzat 1465-ben készült el. A palotát Giovanni Rucellai rendelte meg, gazdag firenzei kelmefestő.  A palota jelenleg is a család tulajdonában van. Az 1990-es években a Museo di Storia della Fotografia Fratelli Alinari (Alinari testvérek fényképészettörténeti múzeuma) működött benne.

## Leírása
Alberti megvalósította mindazokat az elképzeléseket, melyeket ideálul tűzött ki maga elé egy grandiózus palotával kapcsolatban. A mester újat alkotott a quattrocento addigi palotahomlokzataival szemben. A korábbiak ugyanis mind kicsit erőd jellegűek voltak, kevéssé tagolt, rusztikás homlokzataik mintha mindig ellenséges támadás elől akarták volna megvédeni lakóikat. Az emeletek között díszes párkány ad vízszintes hangsúlyt. A párkányok és félpillérek által határolt négyszögekben hagyományos formájú, kétosztatú ablakok helyezkednek el. Az ablakok is eltérnek a korábbi épületekétől: a kapuk fölött levők kicsivel nagyobbak. A korábban épült palazzóknak csak egy, hangsúlyos, középső kapujuk volt, a Palazzo Rucellainak viszont kettő.

## Kapcsolódó szócikk
- Firenze palotáinak listája